# Distretto di Vohibato
Il distretto di Vohibato è un distretto del Madagascar situato nella regione di Haute Matsiatra. Ha per capoluogo la città di Alakamisy Itenina.
La popolazione del distretto è di 186 040 abitanti (censimento 2011).